# Filip de Calcis
Filip de Calcis (en llatí Philippus, en grec Φίλιππος) va ser un historiador grec que va viure en data desconeguda.
És esmentat per Plutarc com un dels diversos escriptors grecs que consideraven la suposada visita del rei Alexandre el Gran a la reina de les amazones, com una faula, com efectivament el temps va demostrar que era.